# Stax Records
Stax Records é uma gravadora americana fundada em 1957, originalmente localizada na cidade de Memphis, no Tennessee.

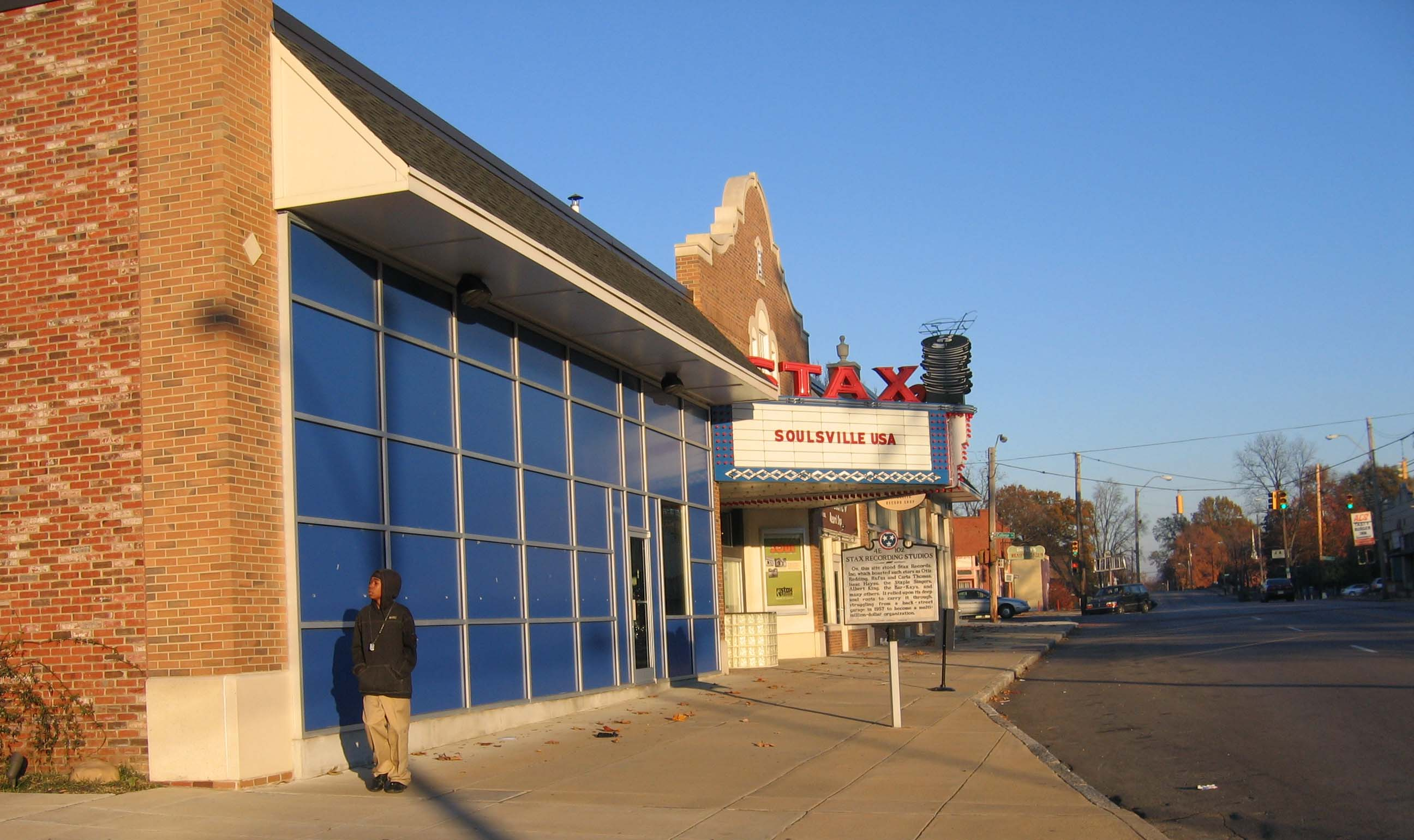
O Stax Museum em Memphis, Tennessee.